# مگومی ماکیهارا
مگومی ماکیهارا (انگلیسی: Megumi Makihara) یک بازیگر اهل ژاپن است.